# 감사제
감사제(히브리어 : תֹּודָה, Todah) 또는 감사의 제사 (זֶבַח הַתֹּודָה)은 모세 율법에 따라서 드리는 선택적인 제물이다. 이말은 "추수 감사제"로 명칭된다. 특히 과거에 있어서의 하나님의 은혜를 감사하여 드리는 제사, 또는 그 제물(대하 33:16,시 56:12,107:27,116:17,렘 33;11)이다. 히브리어[토-다-흐]의  번역어인데 감사의 희생(렘17:26,레 22:29) 등으로도 번역되어 있다.

## 같이 보기
- 낙헌제